# Квинт Энний
Квинт Э́нний (лат. Quintus Ennius; 16 июля 239 до н. э., Рудии — 8 октября 169 до н. э., Рим) — древнеримский поэт.

## Биография
Энний родился в 239 году до н. э. в городе Рудия (ит., между Брундизием и Тарентом); по происхождению был греком. В 204 г. до н. э. Марк Порций Катон привёз Энния в Рим с Сардинии, где тот нёс военную службу. В столице Энний занялся педагогической деятельностью и скоро, благодаря своему литературному таланту и общительному характеру, приобрёл расположение многих знатных римлян, которые начали в то время сознавать силу поэзии.
В 189 году до н. э. Марк Фульвий Нобилиор, отправляясь в Этолию, пригласил с собой Энния, чтобы тот впоследствии мог воспеть его подвиги. Его сын Квинт добился для Энния в 184 году до н. э. прав римского гражданина. Умер Энний в 169 году до н. э. от подагры, так как, по свидетельству Горация, любил поощрять свой поэтический талант дарами Вакха.

## Творчество
Все произведения Энния дошли до нас только в отрывках. Пережитая Эннием эпоха Второй пунической войны побудила его воспеть славные подвиги гостеприимно приютившего его народа. На этой эпопее, названной Эннием «Annales» (летопись; позднейшие грамматики дали ей заглавие «Romaïs»), была, главным образом, основана его литературная слава. По-видимому, Энний трудился над «Анналами» значительную часть своей жизни и выпускал их в свет неоднократно, дополняя каждое издание новейшими событиями. В целом виде «Анналы», предположительно, представляли собой 18 книг, с 1500—1800 стихов в каждой, и изображали историю римлян от прибытия Энея в Италию до событий 178—175 годов до н. э.. До нас дошло только 600 с небольшим стихов; поэтому при оценке поэмы и определении её объёма и содержания мы должны опираться, главным образом, на свидетельства древних писателей.
Судя по всему, Энний собрал для своего труда обширные материалы, в виде общественных и частных летописей, фамильных преданий и т. п., и хотел создать художественную эпопею наподобие Гомера. Это последнее особенно явствует из предисловия к поэме, где Энний рассказывал, что видел во сне Гомера, раскрывшего ему тайны вселенной и загробной жизни и сообщившего, что душа его, Гомера, побывав в теле павлина, переселилась ныне в Энния.
Подражание Гомеру выразилось и в том, что Энний написал свою поэму гексаметрами, впервые введя в римскую литературу этот размер. Эти первые попытки далеко не везде были удачными, чем отчасти объясняется суровое суждение Моммзена об «Анналах». Энний пробовал свои силы и в разных других родах литературы. Из сохранившихся отрывков от 22 драм Энния видно, что сюжеты для трагедий он брал преимущественно из мифов о Троянской войне и в обработке их примыкал, главным образом, к Еврипиду, скепсис которого находил себе много откликов в душе Энния.
С греческими оригиналами Энний обращался очень свободно и, видимо, старался приспособить их к потребностям римской сцены; так, например, в «Ифигении» хор девушек, выведенный у Еврипида, заменён у Энния хором солдат. Из римской жизни нам достоверно известна только одна пьеса Энния — «Похищение сабинянок». От комедий Энния осталось только два заглавия; Теренций причисляет Энния к авторам, которые соединяли в своих произведениях сцены из нескольких греческих оригиналов.
В дидактическом стихотворении «Epicharmus» Энний, примыкая к воззрениям названного сицилийского философа, изложил (в трохаических тетраметрах) его материалистическое натурфилософское учение. Подобным же рационалистическим направлением отличается и написанное, вероятно тем же размером, сочинение «Euhemerus — sacra historia», содержащее в себе известный взгляд на происхождение богов и сохранившееся, главным образом, в переработке Лактанция. Юмористическое дополнение к этой философии представляет дидактическая поэма (в гексаметрах) из кухонного мира: «Hedyphagetica» («лакомства»); уцелевший отрывок из неё перечисляет разные сорта рыб. Наконец, Энний писал сатиры и эпиграммы, причём в последних, по-видимому, впервые ввёл в римскую литературу элегический дистих.
Произведениям Энния не хватало художественной отделки, но он обладал несомненным талантом (ingenio maximus, arte rudis называет его Овидий) и потому оказал сильное влияние на последующих поэтов (например, на Вергилия), которые заимствовали у него и много красивых оборотов. Особенно ценили Энния Цицерон и Витрувий. По свидетельству Авла Геллия, ещё во II веке н. э. отрывки из «Анналов» входили в программу публичных чтений, хотя в век империи за Эннием признавали скорее одно историческое значение: мы должны уважать Энния, говорит Квинтилиан, как уважаем древние священные рощи, огромные старинные дубы, которые не столько красивы, сколько почтенны.
Квинт Энний был похоронен в гробнице Сципионов.